# Giterama (periodiskt vattendrag)
Giterama är ett periodiskt vattendrag i Burundi.   Det ligger i provinsen Makamba, i den sydvästra delen av landet, 90 kilometer söder om huvudstaden Bujumbura.
I omgivningarna runt Giterama växer huvudsakligen savannskog. Runt Giterama är det tätbefolkat, med 257 invånare per kvadratkilometer.